# Estranged
Az "Estranged" egy dal a Guns N’ Roses nevű amerikai hard rock együttes Use Your Illusion II című negyedik albumáról.
Ez a leghosszabb dal a Use Your Illusion II-ról, valamint a második leghosszabb a Guns N’ Roses történetében. Sok versszak található benne és nincs refrénje, valamint hosszú zongora és gitár szólók jellemzik. A Use Your Illusion II füzetében Axl Rose köszönetet mond Slash-nek a "gyilkos gitár-dallmokért", amelyek elkapták Axl vízióját. A dalnál Slash egy Les Paul Gold Top gitárt használt és ritmuspickuppal vette fel a dallamokat, amely homályossá, ködössé változtatta a hangszínt.
Slash szerint a dal még Chicagóban született meg, a zenekar válságperiódusában. Axl elmondta, hogy a dal írásának idejében rendkívül "maga alatt" volt, mivel épp akkoriban vált el Erin Everlytől.

## Videóklip
1993 decemberében jelent meg a videóklip, amely egyben az utolsó része is volt az Andy Morahan által rendezett videó-trilógiának (az előzők a "Don’t Cry" és a "November Rain" voltak) a két Use Your Illusion albumról. A klip becsült költségvetése 4 millió dollár volt.
A több mint kilenc perc hosszú videó hasonló stílusú mint az előző kettő, de csak lazán kapcsolódik azokhoz. Ennek fő oka, hogy Axl Rose és akkori barátnője Stephanie Seymour (aki Axl szerelmét játszotta a "Don’t Cry" és a "November Rain" videókban) a forgatás előtt összevesztek, majd különváltak.
A videóklip elején egy SWAT csapat kutat éjszaka zseblámpával egy házban, amelyben Axl Rose lakik. A jelenet elején az "Estranged" (magyarul elidegenedett) szótári értelmezését olvashatjuk. Később ugyanígy szerepelnek az "illúzió" és a "csalódás" szavak értelmezései is. A villában játszódó jelenet után a zenekart láthatjuk, amint 70 ezer ember előtt játszanak a Münchenben található Olympiastadionban. A koncert után Axl lefekszik egy kanapére pihenni, ahol a szelleme kilép a testéből és a zuhany alá áll. Axl ezután ismét a saját házában van, majd elviteti magát egy limuzinnal, nem sokkal később pedig Los Angeles-i Sunset Boulevardon sétál, Slash pedig a hírhedt "Rainbow Bar" előtt gitározik (a hely már a "November Rain" videóban is látható volt). A végső jelenetekben Axl egy tankhajón sétáll, majd öngyilkosságot kísérel meg, mikor a hajóról az óceánba ugrik. Végül delfinek mentik meg, ezután ismét Slash-et láthatjuk az egyik legemlékezetesebb részben, amint a vízben állva gitározik. A képsorok visszatérnek a müncheni koncertre, ahol a zenekar befejezi a dalt. Végül Axl-t láthatjuk ülni a kanapén egy delfin társaságában, a képernyőn pedig ezek a feliratok jelennek meg: "Lose Your Illusions, Love Axl GNR '93".

## Fogadtatás
Az "Estranged" rendkívül jó fogadtatásban részesült annak idején és máig az egyik legnépszerűbb Guns N’ Roses-dal. Bár a videót megjelenésekor újravágták, a nagy területeket és a drága képanyagot (főleg az óceáni felvételeket) sokan kritizálták, mivel szerintük túl extravagáns volt és sok zenei kritikus ezt Axl Rose növekvő egójának és a zenekar rocksztár-túlzásainak tudta be, amelyek ellen az együttes erősen tiltakozott, valamint az is erős kritikai tényező volt, hogy Axl a videóban Charles Manson-pólót visel.

## Élőben
Az "Estranged"-et nagyon gyakran játszották a Use Your Illusion Turné során 1991 és 1993 között, Axl Rose helyett Dizzy Reed zongorázott. Az elő verzió szintén hallható a Live Era: ’87–’93 című lemezen, ez a felvétel 1992-ben készült Tokióban. Ron "Bumblefoot" Thal gitáros belekezdett a dalba az Olympic Park Gymnastics Stadionban, mikor a zenekar Szöulban turnézott 2009. december 13-án. 18 év után újra eljátszották a dalt a Rock In Rio fesztiválon 2011. október 2-án.